# فویانگ
فویانگ (به لاتین: Fuyang) یک شهر مرکزی در جمهوری خلق چین است که در آن‌هوئی واقع شده‌است.

## خصوصیات
فویانگ ۹٬۷۷۵ کیلومترمربع مساحت و ۷٬۵۹۹٬۹۱۳ نفر جمعیت دارد.